# نمایندگی اتحادیه اروپا در سازمان ملل متحد

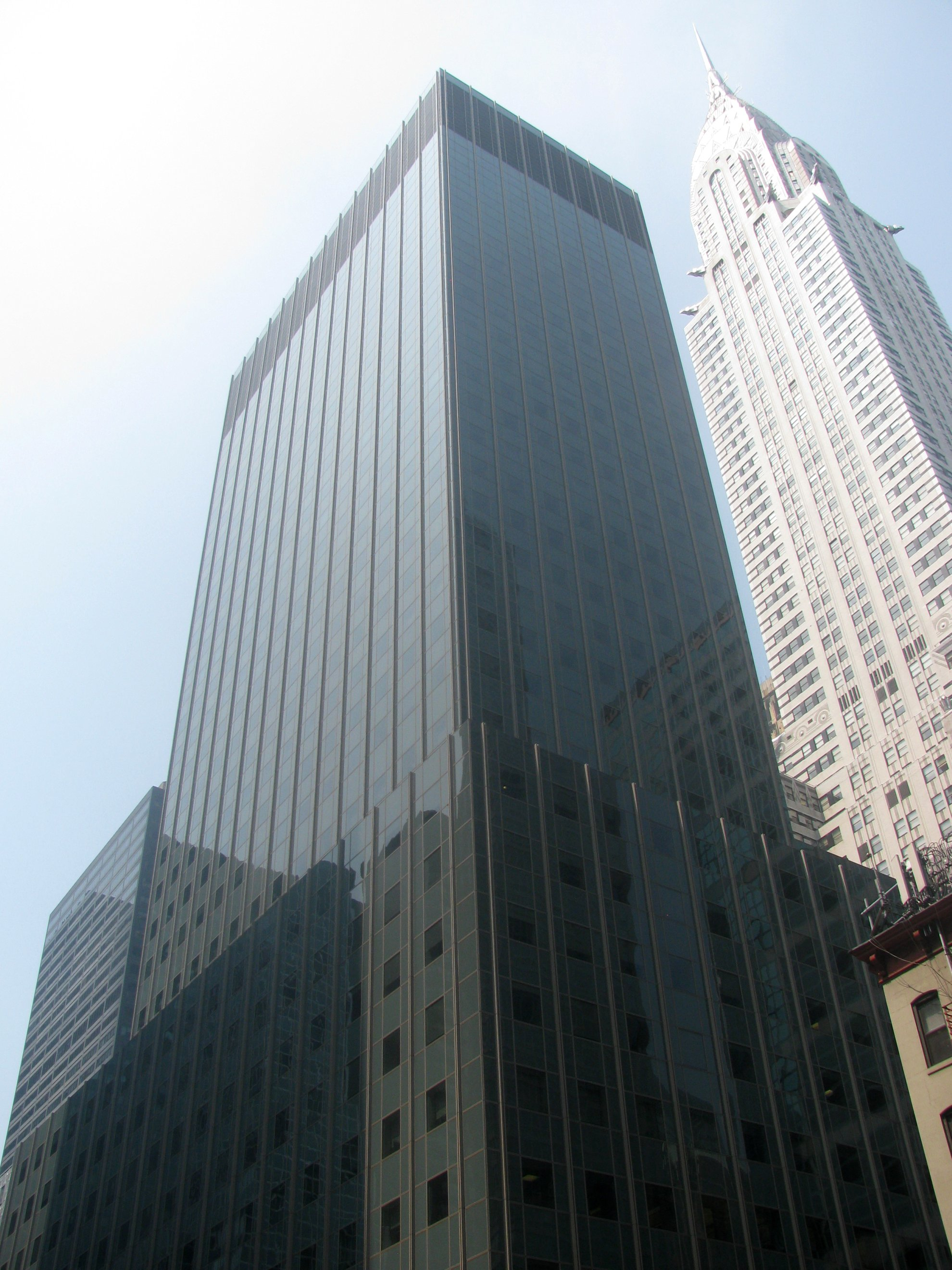
666 3nd Avenue، محل دفاتر نمایندگی در نیویورک

نمایندگی اتحادیه اروپا در سازمان ملل متحد نماینده رسمی اتحادیه اروپا در سازمان ملل متحد است که هدف آن، هماهنگی ماموریت‌های دیپلماتیک و کنسولی با همه اعضای این اتحادیه است.

## دفاتر
اتحادیه اروپا در سازمان ملل متحد چندین دفتر نمایندگی در شهرهای گوناگون دارد:
- ژنو [۱]
- پاریس
- نایروبی
- نیویورک
- رم
- وین